# Český baseballový pohár
Český baseballový pohár (ČBP) je název pro pohárovou soutěž pořádanou Českou baseballovou asociací (ČBA). Tato soutěž je ČBA pořádána, stejně jako Česká baseballová extraliga, od roku 1993. 
Český baseballový pohár se hraje systémem play-off na jedno vítězství podle předem vylosovaného rozpisu (podle přihlášených družstev). Družstva hrající Českou baseballovou extraligu jsou losována na nasazená místa přímo do vyšších kol play-off. Vítěz finále se pro příslušný rok stává držitelem titulu „Vítěz Českého baseballového poháru“.
V letech 2020 a 2021 byl pohár zrušen, v roce 2022 se Česká baseballová asociace rozhodla pohár obnovit s tím, že vítěz se kvalifikuje do evropských pohárů. V roce 2023 již byl Pohár opět nepostupový. 
Přehled vítězů Českého baseballového poháru
| Rok  | Vítěz          | Finalista         | Výsledek zápasu |
| ---- | -------------- | ----------------- | --------------- |
| 2023 | Arrows Ostrava | Hroši Brno        | 12:2, 6:9, 17:8 |
| 2022 | Arrows Ostrava | Hroši Brno        | 8:5, 13:9       |
| 2019 | Draci Brno U21 | Nuclears Třebíč   | 9:2             |
| 2018 | Draci Brno     | Hroši Brno        | 5:4             |
| 2017 | Draci Brno     | Nuclears Třebíč   | 3:2             |
| 2016 | Eagles Praha   | Draci Brno        | 1:0             |
| 2015 | Kotlářka Praha | Technika Brno     | 12:2            |
| 2014 | Arrows Ostrava | Kotlářka Praha    | 4:3             |
| 2013 | Draci Brno     | Arrows Ostrava    | 6:5             |
| 2012 | Draci Brno     | Kotlářka Praha    | 8:5             |
| 2011 | Draci Brno     | Technika Brno     | 6:5             |
| 2010 | Draci Brno     | Technika Brno     | 4:2             |
| 2009 | Draci Brno     | Kotlářka Praha    | 5:4             |
| 2008 | Draci Brno     | MZLU Express Brno | 12:2            |
| 2007 | Draci Brno     | Arrows Ostrava    | 7:3             |
| 2006 | Draci Brno     | Arrows Ostrava    | 9:6             |
| 2005 | Krč Altron     | Draci Brno        | 5:1             |
| 2004 | Technika Brno  | Tegola Praha      | 5:0             |
| 2003 | Draci Brno     | Technika Brno     | 7:4             |
| 2002 | Draci Brno     | MZLU Brno         | 5:2             |
| 2001 | Technika Brno  | Draci Brno        | 9:8             |
| 2000 | Draci Brno     | SB Rýchory        | 5:3             |
| 1999 | Technika Brno  | Olympia Blansko   | 18:0            |
| 1998 | Draci Brno     |                   |                 |
| 1997 | Draci Brno     |                   |                 |
| 1996 | Draci Brno     |                   |                 |
| 1995 | Draci Brno     |                   |                 |
| 1994 | Tegola Praha   |                   |                 |
| 1993 | Sokol Krč      |                   |                 |